# Aletschhorn
El Aletschhorn (4.195 m) es una cima de los Alpes berneses, está ubicada cerca de la frontera de los cantones suizos del Valais y Berna, aunque se encuentra completamente en territorio valaisano. Forma parte de la zona del Jungfrau-Aletsch-Bietschhorn, declarada Patrimonio de la Humanidad por la Unesco. 

## Características
El Aletschhorn es la segunda montaña en altura en los Alpes berneses luego del Finsteraarhorn. Domina la parte occidental del glaciar Aletsch, y su vertiente da comienzo al Mittelaletschgletscher, el cual se reencuentra el glaciar principal más abajo a aproximadamente 2300 metros de altura. Tiene la reputación de ser la cima más fría de los Alpes. 

## Primer ascenso
El primer ascenso fue realizado el 18 de junio de 1859 por Johann Joseph Bennen, Peter Bohren, V. Tairraz y Francis Fox Tuckett, a través del glaciar Mittelaletsch y las aristas del noreste.

## Clasificación SOIUSA
Según la clasificación SOIUSA, la Aiguille de Bionnassay  pertenece:
- Gran parte: Alpes occidentales
- Gran sector: Alpes del noroeste
- Sección: Alpes berneses
- Subsección: Alpes berneses iss
- Supergrupo: Cadena del Aletschhorn-Bietschhorn
- Grupo: Grupo del Aletschhorn
- Código: I/B-12.II-E.12

- Datos: Q15293
- Multimedia: Aletschhorn / Q15293